# Moteur V6 DMAX
Le Moteur V6 DMAX  est un moteur thermique automobile à combustion interne, diesel quatre temps, avec  six cylindres en V alésés directement dans le bloc en fonte, ouvert à 65°, refroidi par eau, doté d'un vilebrequin 4 paliers, avec 4 arbres à cames en tête, entraîné par une courroie de distribution crantée, avec 2 culasses en aluminium, 24 soupapes en tête. Ce moteur est produit par le constructeur japonais Isuzu,  mais les droits de conception de ce moteur sont maintenant la propriété de General Motors.

## Présentations
Ce moteur est monté sur des modèles haut de gamme de différentes marques.
Les caractéristiques de ce moteur sont : 
- Architecture 6 cylindres en V
- Cylindrée de 2 958 cm3
- Alésage et course de 87,5 × 82 mm
- Moteur carré
- Angle de 65° entre les rangées de cylindres
- Injection directe avec la technologie injection directe à rampe commune
- Suralimentation par turbocompresseur à géométrie variable et intercooler
- Taux de compression égal à 18,5: 1

Le moteur V6 DMAX développé initialement une puissance de 177 ch à 4 400 tr/min, avec un couple de 350 N m à 1 800 tr/min. Par la suite, à partir de 2006, ce moteur a été légèrement révisé, développant 180 ch de puissance maximale à 4 000 tr/min et 400 N m de couple à 1 800 tr/min. Ce moteur a été monté sur les modèles de marques différentes, mais en quelque sorte reliés entre eux. Ces modèles sont :
- Renault Vel Satis
- Renault Espace IV
- Saab 9-5
- Opel Vectra
- Opel Signum

Le lien entre ces marques est tout simplement qu'Opel appartient à l'époque à General Motors, Saab appartenait également à ce géant américain, quant à Renault, ils fabriquent des véhicules utilitaires pour Opel. Le groupe Fiat était également intéressé par ce projet de V6 Diesel, pour la Lancia Thesis, mais le projet est tombée à l'eau.
Chez Renault, il porte l’appellation: P9X, chez Saab : 6de1 et chez Opel : Y30DT.